# 블루마운틴스 (뉴사우스웨일스주)

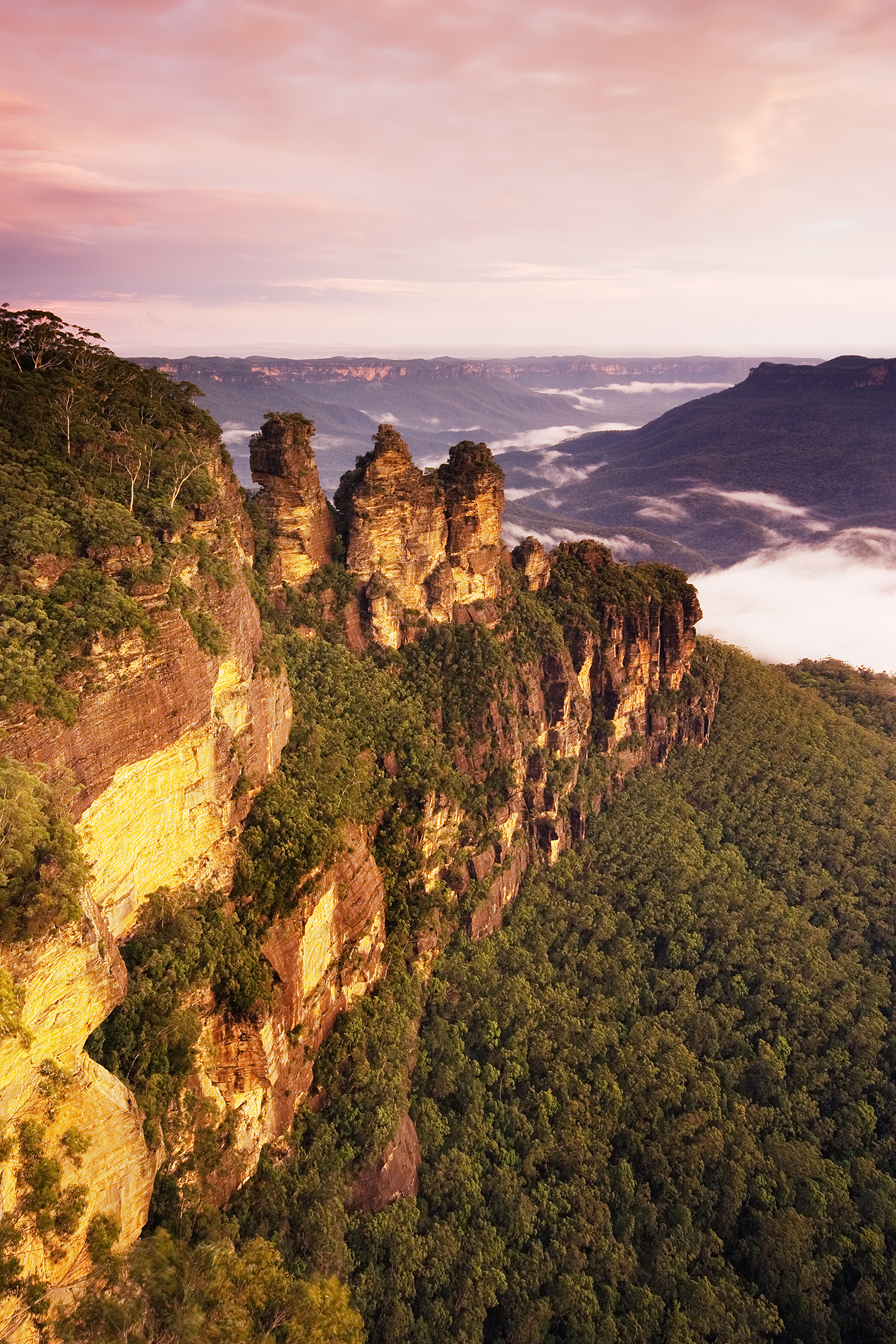
스리시스터스

블루마운틴스(영어: Blue Mountains)는 오스트레일리아 뉴사우스웨일스주의 산간 지대이자 산맥이다. 블루마운틴스는 주변 지역과 함께 블루마운틴스 국립공원으로 지정되어 있다. 또한, 이 국립공원과 주변의 여러 국립공원을 총칭하여 그레이터 블루마운틴스 지역이라고 부르고 있으며, 유네스코 세계유산에 등록되어 있다.
블루마운틴스 근처에 있는 도시로는 시티오브블루마운틴스, 시티오브호크스버리, 시티오브리스고, 오베론샤이어 등이 있다.

## 같이 보기
- 블루마운틴스 국립공원
- 그레이터 블루마운틴스 지역